# سان دوناتشي
سان دوناتشي (بالإيطالية: San Donaci)‏ هي بلدية في مقاطعة برينديزي في إقليم بوليا الإيطالي.

## السكان
في سنة 1861 بلغ عدد السكان 981 نسمة، وتطور العدد ليصل في سنة 2011 لـ 6٬869 نسمة.
يظهر هذا المخطط البياني تطور النمو السكاني لـ سان دوناتشي